# Яшовиці (Нижньосілезьке воєводство)
Яшовиці (пол. Jaszowice) — село в Польщі, у гміні Кобежиці Вроцлавського повіту Нижньосілезького воєводства.
Населення — 145 осіб (2011).
У 1975-1998 роках село належало до Вроцлавського воєводства.

## Демографія
Демографічна структура станом на 31 березня 2011 року:
|          | Загалом | Допрацездатний вік | Працездатний вік | Постпрацездатний вік |
| -------- | ------- | ------------------ | ---------------- | -------------------- |
| Чоловіки | 71      | 15                 | 51               | 5                    |
| Жінки    | 74      | 9                  | 51               | 14                   |
| Разом    | 145     | 24                 | 102              | 19                   |